# Guerras de los Andes septentrionales
Las guerras de los Andes septentrionales se refiere a la serie de conflictos que enfrentó al Imperio incaico en su expansión más allá del territorio de la tierra de los chimúes en lo que hoy es el norte del Perú, el litoral y sierra del Ecuador y una parte del suroeste de Colombia. El nombre Andes septentrionales es usado para definir a estas campañas que se desarrollaron a lo largo de la cordillera andina entre los siglos XV y XVI, además por la diversidad de los pueblos indígenas que se relacionaron de diferentes formas con la presencia inca.
La conquista y consolidación quechua de los Andes septentrionales fue el último gran avance incaico antes del estallido de la guerra civil incaica entre Huáscar y Atahualpa, al final el gobierno imperial incaico creó la región del Chinchaysuyo en sus nuevos límites territoriales.

## Antecedentes
La guerra chimú-inca, que se había desarrollado en el siglo XV, logró expandir la hegemonía quechua en los territorios de la costa de lo que hoy es Perú. Pero las zonas altas de los territorios de los cajamarcas y chachapoyas, que limitaban con el desaparecido Estado chimor, así como la región del Quito compuesta por señoríos relacionados entre sí, representaban un peligro para los intereses de Cuzco.

## Desarrollo

### Primera invasión incaica
Huayna Cápac, hijo de Túpac Yupanqui nacido entre 1460 a 1470 en Cuzco o Tomepampa. Contrajo matrimonio con Raura Ocllo con la que tuvo muchos hijos, incluyendo a su primogénito Inti Cusi Huallpa o Huáscar (aprox. 1491), marchó al norte y combatió con su padre en las campañas contra quiteños y aliados. Se convierte en Sapa Inca en 1493, heredando la borla amarilla y ciñéndose la roja o mascapaycha, la coronación fue algo muy fastuoso, en los techos de la capital se pusieron flores y plumas hermosas de aves exóticas de la selva y las calles se cubrieron de oro, símbolo de Inti, principal deidad incaica.[cita requerida]
Sus primeros años estuvieron envueltos en conspiraciones, de las que sobrevivió gracias a la protección y lealtad de su madre, Mama Ocllo II, y su tío, el general Huaman Achachi. La primera fue la de su medio hermano Cápac Huari y la madre de este, Chuqui Ocllo (posible asesina de su padre), que planeaban envenenarlo y así conseguir el trono, enterado de sus intenciones el nuevo Inca los mando ejecutar. Luego se produjo la traición de Apo Wallpalla, regente en Cuzco mientras viajaba al norte que pretendía matarlo y coronar a su propio hijo en el trono, el Sapa Inca enterado mando a su tío a ejecutar a ambos consipradores.
Tras armar 40.000 hombres y acompañado de su tío Tilca Yupanqui pasó dos años recorriendo su imperio, pasando por las tierras del norte de Chimú, en la actual Piura, los tallanes o yungas de Chacma, Pacasmayu, Saña, Collque (Colique), Cintu, Tucmi (Túcume), Sayanca (Jayanca), Mutupi (Motupe), Pichiu (Poechos) y Sullana fueron conquistados. Ya varios años antes, la conquista de Túpac Yupanqui a Chan Chan hizo necesario que este pusiera guarniciones y gobernadores, además de tener de negociar e intimidar, a los más reacios al sometimiento (los curacazgos de Pabur, Colán y Amotape) fueron masacrados por resistírsele a sus tropas. Pero estos siguieron sin ser conquistados totalmente y el nuevo monarca cuzqueño tuvo que volver a someterlos. Marchó por los valles de Pacasmayo, Lambayeque, del Chira y de Tumbes donde el clima y el paludismo hicieron estragos en sus tropas.
Siguió al norte y llegó a Quito donde vivió por dos años construyendo muchos palacios, ahí en la Casa de las Escogidas conoció a la nieta del vencido rey de Quito, la princesa Paccha Duchicela que se hallaba recluida desde la derrota de su padre, con ella tuvo varios hijos, incluyendo a Atahualpa (aprox. 1497), aunque otras fuentes hablan de que nació en Cuzco, hijo de su padre con Tocto Coca, nieta también de Pachacútec, pero al pasar desde niño en Tomepampa y Quito por sus campañas se hizo poderoso en aquella área.

### Segunda y definitiva invasión incaica
Se suele considerar que el Sapa Inca pasó cerca de diez años sometiendo las constantes rebeliones de tribus que se produjeron en el norte de su imperio (aprox. 1510-1520), las que terminaron por someterse tras llevarse a cabo varias masacres teniendo que repoblarse con mitimaes de los Andes centrales las zonas que resultaron más afectadas demográficamente. Actualmente se considera que el reino de Quito realmente no existió sino más bien una efímera confederación de las tribus de la sierra más poderosas (Cañaris, Puruaes, Otavalos y Cayambis) probablemente en un intento de frenar la expansión incaíca de Túpac Yupanqui, posiblemente los llamados Shyris fueron tal vez curacas que dirigieron la confederación durante la guerra. Algunos historiadores sostienen que el hecho que los cayambis se unieran a la confederación motivara las campañas de los incas contra los pastos para asegurar sus dominios al norte. Se debe considerar también que por su mayor desarrollo cultural los pueblos de la sierra fueron mucho más difíciles de conquistar y reprimir que los de la costa septentrional (Chonos, Huancavilcas, Manteños, Manabíes y Punaeños).
Diecisiete años tras su llegada el trono el Inca Huayna Cápac partió del Cuzco con 50.000 hombres al norte, pasó por Piura; en Tumbiz y fue invitado a la isla Puná. Pensando los punaeños que el monarca iba en las balsas, en mar los isleños aniquilaron a sus nobles que iban en señal de paz porque muchos de ellos no sabían nadar y en tierra los soldados que observaban fueron emboscados por los tumbesinos secretamente aliados de Tumbala, curaca de la isla. Esto desató la rabia del Inca y éste dispuso la provisión de balsas para tomar la isla y caer sobre los traidores. Vencida la resistencia, apresó a los jefes y los sentenció “pena de muerte digna de su traición y alevosía”.

"Hecha la notificación de la sentencia la ejecutaron con diversas muertes, como ellos las dieron a los ministros del Inca: que a unos echaron en la mar con grandes pesas, a otros pasaron por las picas en castigo de haber puesto las cabezas de los incas a las puertas de sus templos en lanzas y picas, a otros degollaron e hicieron cuartos, a otros mataron con sus propias armas como ellos habían hecho a los capitanes y soldados, a otros ahorcaron".

De la isla Puná que se dice quedó prácticamente sin varones adultos, regresó a Túmbiz y de ahí se dirigió a Quito. Huayna Cápac, inició una visita de su imperio que duró cuatro años, llegando hasta Chincha por la costa. Ya en el Cuzco, continuó la construcción de Sacsayhuamán que estaba por finalizarse.
Marchó a Quito y ahí nombró futuro curaca de la ciudad a Atahualpa tras hablar con sus hijos legítimos (aprox. 1514). Tras esto tuvo noticias de que los chachapoyas se habían rebelado, habían matado a orejones, tucricuj, villaomas y guerreros de la guarnición cuzqueña en Kuélap. Huayna Cápac preparó un escarmiento. Pasó con su poderosa tropa el río Marañón por encima de un puente hecho con balsas. Fue una gran proeza de ingeniería civil, porque en un solo día estuvo todo listo.
Cuando estaba a 10 km de Cajamarquilla, le salió al encuentro una embajada de mujeres dirigida por una hermosa dama chachapoyana, que había sido mujer de Túpac Yupanqui. La mamacuna le informó que no había varón joven o adulto en el curacazgo porque habían huido a los bosques por temor a su venganza y que, para que no cometa un error que su padre Túpac Yupanqui, que los había conquistado, lo lamentaría, terminó su larga petición con estas palabras:

“Suplícote, por quien eres, perdones a estos pobres. Y si no te dignas de concederme esta petición a lo menos concédeme que, pues soy natural de esta provincia que te ha enojado, sea yo la primera en quien descargue la lanza de tu justicia para que no vea la total destrucción de los míos”. “Bien parece –dijo Huayna Cápac, luego de una larga meditación- que eres mamachic, pues de tan lejos miras y previenes lo que a mi honra y a la memoria de la majestad de mi padre conviene (…) Vuélvete en hora buena a los tuyos y perdónales en mi nombre … Y para mayor certificación de que quedan perdonados llevarás contigo cuatro hermanos míos e hijos tuyos que vayan sin gente de guerra, no más que con los ministros necesarios para ponerlos en toda paz y buen gobierno”.

Después de eso, Huayna Cápac se regresó a la costa. Los chachapoyas quedaron tan agradecidos que, a partir de entonces, fueron vasallos fieles de los incas e hicieron un santuario en el lugar donde la mamacuna y el Inca habían platicado. La líder de los chachapoyas, Cuychaculla, fue llevada por Yazca al Cuzco.
Cuando visitaba su imperio en Tomepampa fue notificado de las rebeliones en el norte de su imperio, los recientemente sometidos mantas, caranques (o carangues), saramisus, otavalos, cara-puruhaés y demás se habían sublevado en masa al mando de Cacha o Caccha, señor cara, su general Calicuchima, Píntag o Pinto, el jefe de los cayambis, Nazacota Puento, Cantu y Quílago, señora de Cochasquí. Los rebeldes en una serie de ataques sorpresa reconquistaron Mocha, Liribamba y Tixán y avanzaron hasta los límites con la nación cañari pero la influencia inca sobre estos era muy fuerte y no pudieron sublevarla. Algunas guarniciones incas resistieron los ataques y se atrincheraron en sus fuertes esperando refuerzos que no tardaron en llegar. El ejemplo más importante fue en Quitu, la ciudad permaneció en poder inca por la resistencia de las guarniciones de los fuertes de Lulumbamba en el norte, Guanguiltagua al este y Guamaní al sur.
El Sapa Inca conocedor de los asesinatos masivos que sufrieron sus gentes a manos de los rebeldes decidió establecer definitivamente la paz en el norte de su imperio, movilizó más de 200.000 hombres para acabar con los rebeldes, la mayor fuerza inca antes movilizada, con la intención de someter a los rebeldes. Las tropas cuzqueñas partieron desde el nudo de Azuay a Puruguaya y desde ahí podían recuperar las provincias de Tacunga, Quito, Cayambi, Caranqui y Pasto. Los arrasando todo en su avance, en especial en el territorio de puruháes.
Durante la marcha al norte atacó a las tribus selváticas en la región de Loja, pucamuros y shuaras sin tener éxito en someterlos, tuvo que volver a Tomepampa a someter "a los indios macas y a los confines de los cañaris y a quisna y a los angamarca y a la provincia de Puray" con extrema crueldad. Después atacó a los rebeldes de Chanchán, Moca, Quesna, Pumallacta, Ticsambi, Tiucassa, Cayambi, Urcullasu y Tincuracu. Otras fuentes dicen que al salir de Tomepampa paltas, puruas, angamarcas, tomavelas, sichos y latacungas y tomó Cochasquí defendida por los locales.
Al saber esto Cacha ordenó expulsar a todos los colonos incas, quechuas, aymaras y collas desde el límite norte hasta Mocha y expulsó al gobernador inca de Quito, Chalco Mayta, quien pidió ayuda al Sapa Inca; todas las tierras entre el volcán Antisana (hoya del Guayllabamba) al territorio de los quillacingas estaban bajo el poder del monarca quiteño.
El poderoso ejército cuzqueño procedió de inmediato tomando rápidamente primero el fuerte de Achupallas y luego el de Pumallacta que estaban bien defendidos. El shyri quiteño optó por hacer grandes fortificaciones de Atapo Cacha nombró comandante en jefe de sus ejércitos a Calicuchima.
El Sapa Inca dispuso a acampar a sus tropas en las gélidas cumbres de Culebrillas, lugar con grandes construcciones para prepararse para la campaña. Los guerreros quiteños eran llamados pulucaris y los cusqueños auca runas, cuya vanguardia se componía de orejones (nobles cuzqueños), collas, chiriguanos, habitantes de la puna y la yunga además de disponer de amplios refuerzos de los que carecían sus enemigos; las tropas rebeldes se prepararon para la defensa reuniéndose para defender las murallas y fortalezas que dominaban el paso que llevaba hacia el norte, la gran planicie de Tiocajas. Como en la anterior guerra, los combates más sangrientos se dieron en Achupallas, donde estaba la mencionada planicie.
En la llanura de Tiocajas, frente al fuerte de Atapo, divide los cauces de los ríos Chambo y del Chanchán, ubicación estratégica lugar de tres grandes batallas conocidas, primero la victoria de Túpac Yupanqui sobre Epiclachima, la segunda fue el enfrentamiento de los hijos de los anteriores comandantes, Huayna Cápac y Calicuchima, y la tercera sucedida en 1534 enfrentó a las fuerzas de Sebastián de Belalcázar y Rumiñahui.
Los quiteños acamparon en Atapo y los cuzqueños al otro lado de la planicie en Charicanto. Tras meses de escaramuzas la batalla se inició cuando el Sapa Inca ordenó un gran ataque y los quitus se refugiaron en su fortaleza. Duro varios días con miles de muertos, hasta que ambas fuerzas quedaron debilitadas.

"Al momento en que aparecía el sol sobre la cordillera oriental se oyó un formidable grito, como una descarga eléctrica que estalló en las alturas. Retumbó el vacío con los turos, quipas y el trepidar de los tambores Puruhayes. Se desplegó al aire la bandera o punancha roja distingo de Patria y el ejército Shiry se arrojó formado de escuadrones uniformados con cushmas o camisas negras y chumbillinas o fajas rojas, atadas sus cabelleras con lienzos de diferentes colores según los ayllus o parcialidades a las que se pertenecían y bajo la cushna una coraza de tela gruesa acolchada de algodón o lana, donde se embotaban las flechas y armas corredizas, con cascos de madera fuerte chapadas de plata y oro".

"El General Calicuchima con sus aguerridas divisiones compuestas por los Tiquizambis, Moyocanllas y un cuerpo de sus aliados Macas y Agoyanes, Galles e Hichubambas, formó la vanguardia, a cuyos flancos estaban los afamados Lictos, Sicalpas y Huiñatucses, al centro los Licios con los Nabucs, Sananca, Huanes, Gompuenes, Quincahuanes, Chumugs, Achambos, Quimiags, Cebadas y otros, a la retaguardia los Xuncis, Tahualags y de batidores los Clumbis, Secaus y Quishu guares. Calicuchima estaba rodeado por su estado mayor formado por Conllocando, señor de Lican; Chamba, Pacana, Llagurima y otros Jefes de valor y pericia comprobados".

"Huayna Cápac mientras tanto observaba los movimientos del enemigo y mandó que formaran las avanzadas los Cañaris por ser más conocedores de esos parajes y a la retaguardia puso a los disciplinados orejones mandados por los Generales Tuqui Toma, Mihi y Colla Tópac. Al medio día los arenales ardientes se llenaron de los gritos de los combatientes, el caos, los golpes sordos y mortales, el desgarramiento de carnes y la muerte no daba respiro ni descanso".

"Chocaban las vanguardias y se entrelazaban los hombres en lucha cuerpo a cuerpo. Rodaban, se caían, volvían a rodar bañados en sangre y por último quedaban inertes. Los que avanzaban, pisoteaban los cuerpos sin vida. Todo era horror, muerte, sangre y exterminio. Y por doquier se escuchaban los ayes de los heridos, arrastrados por la arena en busca de un lugar de refugio, por las madres, hijas, esposas, que los habían seguido para proveerles de alimento y restañar sus heridas".

"El Shiry Cacha, por su imposibilidad física no estaba al frente de su ejército, pero había enviado la esmeralda que simbolizaba poder y patria para que el estandarte de oro reflejare sus destellos, infundiendo valor a los combatientes, quienes le habían situado en lugar alto y visible, resguardado por una escolta de gente escogida".

"El Inca se encontraba observando el desarrollo de la lucha y animaba a sus fuerzas con su ejemplo, y tras largas horas de exterminio, cuando ya el sol descendía al ocaso, la batalla aún seguía indecisa. Entonces los Orejones comenzaron a retroceder ante el ímpetu de los guerreros Shirys y en el momento en que la victoria sonreía a éstos, surgió la traición convenida y el ala izquierda huyó en desbandada y dio lugar para que los Orejones realizaran un movimiento envolvente formando una serie de tenazas. Ante esa grave situación, el ejército Shiry retrocedió presa del pánico y el enemigo atacó con mayores bríos".

"Calicuchima se multiplicaba para evitar que se produjera el desastre pero todo fue inútil y con algunos centenares de combatientes leales retrocedió frenando siempre el embate enemigo, hasta formar guerrillas que hostigaban por diferentes partes".

Se dice que el comandante quiteño fue herido de muerte por la traición durante la retirada por uno de sus propios oficiales, ya que durante los días de más ardua lucha entre defensores y atacantes los incas enviaron, como era su costumbre, infiltrados con sobornos para conseguir el apoyo de oficiales enemigos.
Los comandantes quiteños, Pillahuaso, Nazacota de Puento, Chimborazo y Illicando, escaparon al púcara de Pasñag con el resto de las tropas. Caccha organizó la retirada a las fortalezas de Pasñag, Galte y Chipo. Muchos soldados escaparon a Puruguaya Grande (o Urcullasu, según Garcilaso de la Vega), la comarca de los puruhaés ya había sido saqueada por la conquista de Túpac Yupanqui y luego cuando llegaron las tropas de Huayna Cápac resultó arrasada, desde ahí se iniciaría el lento pero firme avance a Quito.
Rota la línea defensiva quiteña en Tiocajas los quiteños retrocedieron a Mocha y se refugiaron en Cochasquí, Cayambe, Caranqui y Otavalo, tierras pobladas por pueblos famosos por sus tradiciones guerreras. Mientras que el Inca finalmente avanzó a Liribamba, a orillas del río Guacona, capital de los puruhaés, admirado de la belleza del lugar la salvó de ser saqueada. Desposó a Quispi Duchicela, hija del gobernador de Licto. De allí en adelante siguió victorioso hasta Anguato o Gatazo (que resistió algún tiempo el asedio) y confirmó que aún necesitaba vencer otra resistencia, la de Pillahuaso, gobernador de Píllaro, que le esperaba impasible. Por eso los combates siguieron sucediéndose por varios meses hasta que Pillahuaso cayó prisionero y el Sapa Inca, buscando su confianza, desposó a su hija Nari Ati y le incluyó entre sus más destacados consejeros.
Tras la derrota quiteña Caccha concentró sus guerreros en Taguán, Tucchucay y Patulú, al pie de las cabeceras del Xunxi en las llanuras y lomeríos de Taguala, Tatacto, Calshi y Luissa. Cuando llegaron los cusqueños se produjo el encuentro que pasaría a ser conocido como la batalla de Taguala-Xunxi o Tahualá-Xunxi.
La batalla enfrentó a los incas de la región central de Puruguaya, siendo conocida como el principal hecho bélico de la región, incluyeron a los locales xunxis, tabanes, tuchucayes y patulues sumándoseles los bulus de las zonas bajas (macajies, punies, sangaholes, puculpatas, luissas y calpis) al mando del gobernador local Montán o Mendeno, secundado por los capitanes Patahalo, Huizarán, Chilcanichi, Ipolongo, Agualongo, Sanaicela, Pilpicuji, Masabulu, Tomay y Limayco; los quitus se ocultaron en las cuestas de Calpi, entre bosques de Capulí e hileras de Cháhuar formados como punta de lanza y con fácil retirada a Licán y Luissa, donde tenían refuerzos. Los incas estaban en las llanuras alrededor del cerro, Xunxi-Tahualá, Calshi y Tatacto, los incas sabían que el enemigo quería cortarles la retirada a Mocha. Los incas estaban bajo el mando de los generales Chalco Mayta y Mihi, y los capitanes Curiargos, Huaraca, Poma, Chapaber, Chuquimarca, Cuasihuaraca, Chuquicóndor, Casinga, Toca, Quispe, Hualcamaygua, Quindi, Huaman, Chuquipoma, Cargua, Auqui, Cacha y Maygua. La vanguardia inca formada por auca runas y apocóndores avanzó a las posiciones quiteñas, la línea quiteña se extendía desde el actual llano de San Pablo al arenal de Luissa, cada escuadrón o bulu era según la tribu de origen con un símbolo propio. Los primeros quitus que encontraron a los incas fueron los del capitán Pilpicuji, que hacían guardia en la loma arenosa de Xunxi. Luissa estaba bajo las tropas quiteñas de Guilcapi, Paguaysaca y Paguay. Montán se ubicó con sus tropas entre Tagualá, Cashi y Tatacto. Mihi avanzó con sus tropas y tomo Calpi tras días de lucha, bajo presión incaíca los quiteños huyeron a Licán, en las laderas del Itsabug acosados por el enemigo.
Los quiteños tras semanas de lucha fueron empujados al norte a Luissa, donde los incas trataron de cortarles la retirada, sin mucho éxito. Entonces los cuzqueños decidieron acabar con sus enemigos, acamparon a orillas del Chibunga, a medía legua del enemigo, Montán fortifico sus defensas aprovechando la geografía, las muchas hondonadas y quebradas, dispuso tropas en la retaguardia (cuestas del Chimborazo, Clio, Chucabi, Pulug e Igualata), en los pastizales de Pasguazo y Chuquiaoguio oculto atrás para evitar que los incas intentarán rodearlo por el camino de Mochapata. El capitán quiteño Pilpícuji se ubicó en la zona rocosa de Patulú, mientras los incas enviaban espías o chapac a vigilar al enemigo. Una mañana muy neblinosa y fría (aunque era verano) en la que solo se veían los grandes volcanes Chimborazo (Urcullasu para los incas), Carihuayrazu, Pastaza, Tungurahua, Cundurazto, Callanes, Quilimas y Sangay, se inició la batalla. La vanguardia quiteña formada como rectángulo cerca de Xunxi al mando de Pilpícuji esperaba a la avanzada cuzqueña al mando de Toca, Huaraca y Curiargos, formada por incas, huancas y chachapoyas. Las fuerzas quiteñas se atrincheraron en las quebradas, al amanecer los incas atacaron cantando con música de tambores, el choque fue brutal, pero la disciplina inca pudo más y derrotaron a la vanguardia y tomaron las fortificaciones enemigas, los quiteños retrocedieron al norte.
Ante la importancia del encuentro Huayna Cápac llegó a comandar la batalla, tras los feroces encuentros iniciales los combatientes no se atacaron hasta cerca de uno o dos meses, luego ante la cercanía del invierno el Sapa Inca ordenó a sus generales Mihi y Chalco Mayta atacó, los guerreros de Apocóndore, Nazca y Cóndor atacaron Luissa donde estaban los quitus de Guilcapi, la línea defensiva rebelde empezó a retroceder hasta llegar al río Asaco, luego vino la toma de las colinas de Calshi y Tatacto, donde Chalco Mayta dirigió el ataque. Tras varias semanas de feroz lucha el Inca envió a sus Orejones de su guardia personal a apoyar en Xunxi, empujando al enemigo a las cercanías de Chuquipoguio donde la vanguardia quiteñas les impidió el avance. Luissa quedó aislada y todos los rebeldes murieron defendiéndola. Montán formó una última defensa con los capitanes Chilcanichi, Ipolongo, Agualongo, Simaycela y Masabulu, Montán fue capturado mientras combatía en la quebrada de Asaco. La retaguardia ubicada en Pulug, Chucabi y otras alturas escapo a Mocha, donde estaba el cuartel general de Caccha, que ordenó seguir la lucha.
Con ello terminó la lucha en el valle de Chambo de los puruhaés o puruguayes, en torno a Mocha se establecieron las defensas rebeldes en la garganta ceñida por el Puñalica y el Igualata. Huayna Cápac conocía bien la zona, había estado anteriormente con su padre, tomó las alturas de Casaguala, venció a los puninas y tubones, y tras feroz resistencia tomó las fortalezas de Tigua, Apagua y Zumbahua, para terminar de entrar triunfante a Mocha donde capturo a Ati de Pillaro.
Montán fue llevado a Cuzco donde murió. Se le reemplazó en el cargo de gobernador de la comarca por el mitimae Toca que fue ejecutado al año siguiente por Atahualpa por desobedecerle, le sucedieron su hijo Capo y luego su hermano Chala. Se fundaron varias colonias en la zona, Paucara, Chalca, Cullagua, Arunai y Chaquimarca, que siempre estuvieron en conflicto con los locales o llactayos.
De allí siguió a Tacunga donde peleó con los Panzaleos, Poalos, Toacasos y más cacicazgos y tuvo que despachar al general Auqui Toma, que en movimiento envolvente hacia el norte llegó a ponerlos en fuga. El Sapa Inca, en cambio, arribó a Lli y enfrentó a la curaca Quilago, la derrotó y tomó prisionera, pero viendo que tenía buena presencia, la solicitó a ella, que aceptó y le entretuvo con algunos achaques nacidos de su voluntad. El monarca muy gentilmente le dio libertad y ella regresó a su palacio, donde hizo cavar un hoyo profundo en su recámara y le mandó a llamar, pero el Inca tuvo noticia de esa felonía y al llegar a la dicha recámara, tomó al lado de la puerta y la empujó, haciéndola caer en el pozo, que fue sepultura de su cuerpo y de algunas de sus criadas.
El avance cuzqueño era firme y recibía continuamente refuerzos, mientras que los quiteños cuyas fortalezas detenían temporalmente el descidido avance incaico, mientras los quiteños retrocedían al norte paulatinamente cada vez más debilitados. Los rebeldes practicaron una política de tierra arrasada mientras se refugiaban cada vez más al norte, incluida la misma Quito, cuando el Sapa Inca llegó donde estaba la ciudad solo encontró ruinas y cenizas. Huayna Cápac reconstruyó la ciudad y pasó gran parte del resto de su vida viviendo y reinando desde ahí.
Huayna Cápac para someter a los rebeldes caranques y cayambis, primero conquistó el área al norte de estos, tierra de pastos y quillacingas y les cortó la retirada y los abastecimientos. Los pastos fueron muy difíciles de someter, pues al ocupar el imperio la zona de Ipiales, los pastos se refugiaron en la Cordillera Occidental y lograron expulsar a los ocupantes. Los incas prefirieron entonces avanzar por el piedemonte amazónico a través del territorio de los Cofán, esto se debió a que el Sapa Inca creyendo la situación dominada tras la poca resistencia inicial volvió a Tomepampa con la mayoría de sus fuerzas, dejando unas pocas con el general Auqui Toma quién acaba de ser vencido en su incursión a territorio de los quillacingas. Tras esto los locales apoyados por los caranques del cacique Otavalo los emboscaron y masacraron; la derrota de la división del general Auqui Toma motivo la llegada de refuerzos de Atahualpa y Ninan Cuyuchi, tras feroces encuentro, en uno de los cuales Atahualpa sufrió la mutilación de una oreja los pastos fueron vencidos y Otavalo fue capturado y ejecutado (aprox. 1515) llevando las fronteras hasta el río Ancasmayo. Se dice que Atahualpa permaneció largos años en la región de Caranque, en el valle del Amazonas donde se ganó el apoyo de los locales, luego volvió a Cajamarca y de ahí fue a luchar al norte nuevamente.
Con las tropas cuzqueñas ya en un avance incontenible cae Quito y luego las fortalezas de Cochasquí y Guacchalá, baluartes de los caranquis, el Sapa Inca ordenó perseguir a los derrotados, Caccha y sus generales Nasacota de Puento, Pintac y Quivi llegaron a Taita (provincia de Imbabura), cerca de Atuntaqui, reducto de los otavalos se encontró con las tropas enemigas, el rey ante la imposibilidad de huir decidió entablar la batalla. Se hallaba atrapado porque la región de Pastos estaba bajo control incaico.

"Huayna Cápac y Auquitoma pusieron sitio a Atuntaqui y una madrugada creyeron tomarla por sorpresa pero las legiones del Shiry estaban prevenidas y ofrecieron tan ruda resistencia que una ala incásica flaqueó y se desbandó. Auqui Toma quiso contener a sus despavoridos soldados mientras en el otro extremo el General Guanca Auqui resistía el empuje de los Quilcas, que trataban de poner en fuga a los Orejones; mientras en el centro Huayna Cápac con los avancuscos y orencuscos batallaba contra Nasacota Puento y Píntac. Todo era un solo griterío y los soldados mordían la tierra en su caída y se levantaban con mayor furor. Por doquier se volvían a escuchar los ayes y lamentos de los heridos y agonizantes y la situación se empezó a poner angustiosa para los Incas.
Pintac cargó con furor y violencia y logró cercar a Huayna Cápac, que cayó herido y fue salvado por cuatro bravos capitanes que ofrendaron sus vidas, sacándole del cerco mortal que le rodeaba. La tropa ya le creía muerto y en el campo Shiry se escuchaban gritos de frenética alegría".

"Después de tan dura experiencia Huayna Cápac pudo retirarse a Tomebamba con sus diezmadas tropas, mientras el Shiry Cacha construía dos fortalezas más, una en Resillo y otra cerca del río Chota; pero el Inca obstinadamente regresó casi enseguida y aunque propuso la paz, fue rechazado. Un nuevo ataque, que duró diez días, reinició las operaciones. El Shiry en persona intervino en la lucha estimulando con su presencia a su gente desde su litera de enfermo y en lo más recio del combate Auqui Toma realizó un movimiento envolvente y colocó a sus hombres al pie de los terraplenes de la fortaleza, instantes en que fue aplastado por una gran roca que le echaron de arriba y como la batalla se paralizó por la sorpresa de su muerte, un Orejón lanzó su arma a distancia y logró atravesar a Cacha por el costado, matándole de contado".

Según relata el padre Juan de Velasco, el ver a su rey muerto fue demasiado para los quiteños y perdieron el orden de batalla y la moral. Entonces estos reconocieron a Paccha Duchicela, hija de Caccha, como su nueva reina. Ante esto Huayna Cápac vio lo inútil de toda lucha y promulgó un perdón general a los vencidos, asistiendo a los funerales con sus generales, tomó a Paccha como esposa y así garantizó la legitimidad de todos sus hijos con ella (aprox. 1517).
Tras la derrota un hermano de Caccha llamado Pintag o Pintac organizó con 1000 hombres una guerrilla en el valle de los Chillos, provincia de Pichincha, pero fue capturado y murió en prisión. Tras su victoria el Sapa Inca volvió al Cuzco pasando por Tomepampa, para dedicarse a visitar su imperio. Pero se enteró de la nueva sublevación de los caranques y caranquis (o caranguis) al mando de Nazacota de Puento, otro de los hermanos de Caccha, decidido a culminar aquella guerra el Inca se pone al frente de una división. Las otras dos serían comandadas por los generales Michi o Mihi, de los Orejones del Hurin Cuzco y Toma Auqui del Hanan Cuzco, sus tropas se componían de hombres recién reclutados en el Collasuyo y los veteranos del Chinchaysuyo. Tras destruir los fuertes de Aloburo y Yuracruz se dio la batalla final en torno a la fortaleza cerca de la actual ciudad de Ibarra, junto a una laguna. El ataque al fuerte sería dirigido por el centro por el Inca y por los flancos por sus generales cuya misión era rodear a sus enemigos.[cita requerida]
La batalla duraría varios días y, al cabo de un tiempo, el monarca daría la orden de retirada. Sus tropas lo siguieron y tras ellos iban sus enemigos, que salieron de la fortaleza con el deseo de aplastar a los incas definitivamente. Justo en ese momento, las tropas que debían flanquear la fortaleza salieron de sus escondites respectivos y las tres columnas atacaron la fortaleza de tal modo que la lograron ganar completamente. Las represalias fueron, al estilo del Inca, muy severas. Como dice el historiador Raúl Porras Barrenechea, Huayna Cápac "deseaba ser tan temido que de noche le soñaran los indios".
Jaime Cirilo Vallejo, campesino de más de 70 años de edad, reveló que, durante su Conscripción Vial, participó en 1948 en la apertura del camino desde el antiguo muelle de Yahuarcocha hasta el pueblo del mismo nombre. En estos trabajos, se topó con una “capa arcillosa y esponjosa, muy liviana y de color blanco, de 1 m. de grosor y de 1.50 a 2.00 m. de ancho, en la que había osamenta humana en cantidades considerables, con esqueletos desarticulados y montones de cráneos”...“se volvió a cubrir esta osamenta con tierra”. Tras la batalla Huayna Cápac fue muy duro y masacró a miles e incluso a decenas de miles de personas, los historiadores y cronistas no tienen un consenso sobre cuantos (aprox. 1517).
De acuerdo al cronista Murúa (1616), Huayna Cápac ordenó que 40.000 guerreros del ejército imperial rodearan la laguna y que 30.000 soldados arremetieran contra los soldados nativos parapetados en las lomas. Entre ruidos de tambores, flautas, y churos (pututos) se enfrentaron los dos ejércitos causando una mortandad exorbitante en los dos bandos, tanto que las aguas se tiñeron de sangre. De ahí viene pues el nombre de Yahuarcocha, para esta laguna, conocida anteriormente como Cochacaranqui, según señala Espinosa Soriano (1983). Aunque algunos la llamaban laguna de Otavalo.